# Campionati francesi di sci alpino 1978
Ai Campionati francesi di sci alpino 1978 furono assegnati i titoli di discesa libera, slalom gigante, slalom speciale e combinata, sia maschili sia femminili.

## Risultati
| Specialità      | Uomini                | Donne           |
| --------------- | --------------------- | --------------- |
| Discesa libera  | Jean-Marc Muffat      | Fabienne Serrat |
| Slalom gigante  | Michel Vion           | Fabienne Serrat |
| Slalom speciale | Alain Navillod        | Fabienne Serrat |
| Combinata       | Jean-Philippe Vulliet | Fabienne Serrat |